# Ривера, Брайан Стивен
Брайан Стивен Ривера Андранго (исп. Bryan Steven Rivera Andrango ; родился 26 февраля 1997 года в Куининде, Эквадор) — эквадорский футболист, защитник клуба «Гуаякиль Сити».

## Биография
Ривера — воспитанник клуба «Индепендьенте дель Валье». 22 июля 2017 года в матче против «Макары» он дебютировал в эквадорской Примере.
В 2019 году вместе с «Индепендьенте дель Валье» выиграл Южноамериканский кубок. Попадал в заявку на матчи турнира семь раз, но в итоге на поле не появился ни разу.
С 2020 года выступает за гуаякильскую «Барселону». В 2021 году был отдан в аренду в «Гуаякиль Сити».

## Титулы
- Чемпион Эквадора (1): 2020
- Обладатель Южноамериканского кубка (1): 2019 (не играл)